# Terreur dans le Shanghaï express
Pour plus de détails, voir Fiche technique et Distribution.
Terreur dans le Shanghaï express (Pánico en el Transiberiano) est un film britanno-espagnol d'Eugenio Martín, sorti en 1972.

## Synopsis
En 1906, Alexander Saxton, paléontologue, découvre un hominien fossilisé en Chine. Lors de son retour à Londres par le Transsibérien, il fait la rencontre de son rival, le Docteur Wells, qui décide d'ouvrir la fameuse caisse qui contient la créature. Celle-ci revient à la vie...

## Fiche technique
- Titre français : Terreur dans le Shanghaï express[1]
- Titre original espagnol : Pánico en el Transiberiano ou El expreso del horror
- Titre anglais : Horror Express
- Réalisation : Eugenio Martín
- Scénario : Arnaud d'Usseau, Julian Zimet
- Musique : John Cacavas
- Photographie : Alejandro Ulloa
- Montage : Robert C. Dearberg
- Production : Bernard Gordon
- Sociétés de production : Granada Films et Benmar Productions
- Pays d'origine :  Royaume-Uni,  Espagne
- Langue originale : anglais
- Genre : horreur
- Format : couleur - 1,33:1 - mono
- Dates de sortie :
  - Espagne : 30 septembre 1972 (festival de Sitges) ; 10 janvier 1973 (sortie limitée : Barcelone) ; 20 mai 1973 (sortie limitée : Madrid)
  - Royaume-Uni : 20 juin 1974 (sortie limitée : Londres)
  - France : 28 mai 1975

## Distribution

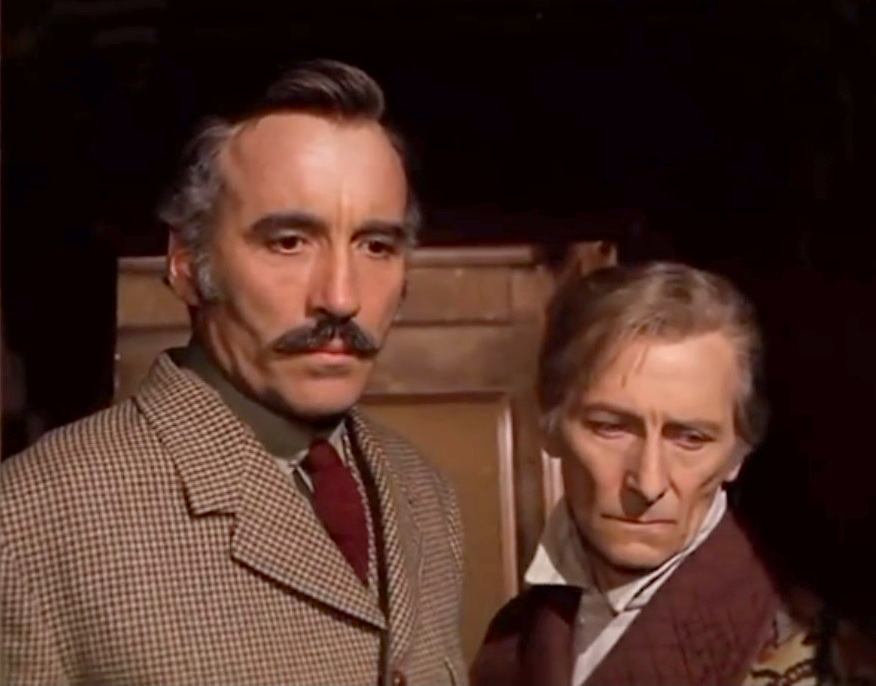
Christopher Lee et Peter Cushing dans une scène du film.

- Christopher Lee (VF : William Sabatier) : professeur Alexander Saxton, paléontologue
- Peter Cushing (VF : Georges Hubert) : docteur Wells
- Telly Savalas (VF : Georges Atlas) : capitaine Kazan, cosague
- Alberto de Mendoza : le père Pujardov
- Silvia Tortosa (VF : Béatrice Delfe) : comtesse Irina Petrovski
- George Rigaud (VF : Jean Berger) : comte Marion Petrovski
- Julio Peña : inspecteur Mirov
- Helga Liné (VF : Évelyne Séléna) : Natasha
- Alice Reinheart (VF : Gisèle Préville) : Mademoiselle Jones
- Allen Russell : capitaine O'Hagan

## Analyse
Sur un argument de base assez proche de la nouvelle La Chose (The Thing) de John W. Campbell, qui inspira les deux célèbres adaptations La Chose d'un autre monde (1951) et The Thing (1982), Terreur dans le Shanghaï Express joue également beaucoup sur la paranoïa de personnages contraints au huis clos (ici la mythique ligne ferroviaire du Transsibérien) et en proie à un bien dangereux passager.
Loin des studios Hammer, les comédiens anglais Christopher Lee et Peter Cushing renouvellent ici leur association (pour une fois, tous deux dans le camp des héros) face à une créature aux surprenants pouvoirs. En cours de film, le duo se mue d'ailleurs en trio puisque l'acteur américain Telly Savalas, interprétant un cosaque antipathique, se joint à eux pour ajouter encore à la tension psychologique.
Peu de moyens, mais beaucoup de suspense et de rebondissements font de ce modeste film d'épouvante un des titres phares du cinéma fantastique espagnol des années 1970.

## Distinction
- Médaille CEC en 1972 au Festival International de Catalogne, à Sitges en Espagne.

## Autour du film
- Très affecté par la mort de son épouse intervenue quelques mois plus tôt, Peter Cushing affirma manquer de force pour commencer le tournage. Sans l'insistance de son collègue et ami Christopher Lee, il aurait bel et bien quitté la production.[réf. souhaitée]

- À la suite d'une négligence concernant ses droits d'exploitation, le film est définitivement entré dans le domaine public sur le territoire américain. De ce fait, une innombrable série de DVD, à la qualité de transfert souvent médiocre, a été éditée sous les labels les plus divers.

## DVD
- France : Le film est sorti sur le support DVD et en blu-ray..
  - Terreur dans le Shanghaï Express (DVD) sorti le 7 février 2017 édité et distribué par LCJ Éditions et Productions. Le ratio écran est en 1.33 - 4/3. L'audio est uniquement en français 2.0 stéréo. Pas de suppléments. Il s'agit d'une édition Zone 2 Pal.
  - Terreur dans le Shanghaï Express (blu-ray) sorti 31 décembre 2022 chez Le Chat qui fume. Le ratio est en 1.66. Deux pistes audio DTS-HD MA 2.0 sont disponibles, anglaise et française. Il y a des suppléments. Édition limitée.